# Addams Family – Und die lieben Verwandten
Addams Family – Und die lieben Verwandten, originaler Titel Addams Family Reunion, ist eine US-amerikanische Filmkomödie aus dem Jahr 1998 mit dem Motiv der Addams Family. Es handelt sich um eine Direct-to-Video-Produktion, die keine Fortsetzung zu den beiden vorangegangenen Filmen Addams Family  und Die Addams Family in verrückter Tradition war, sondern eine Neuauflage des Pilotfilms zur 1998 bis 1999 ausgestrahlten Sitcom Die neue Addams Familie. Zu den Darstellern zählen Daryl Hannah als Morticia Addams und Tim Curry als Gomez Addams.
Der Film wurde nie auf DVD oder Blu-ray veröffentlicht und ist daher nur auf VHS-Kassette erhältlich.

## Handlung
Gomez Addams organisiert ein Familientreffen, nachdem er erfahren hat, dass seine Großeltern an der „Waltzheimer-Krankheit“ leiden, und hofft, dass irgendein Familienmitglied ein Heilmittel findet. Unglücklicherweise buchstabiert das Unternehmen, das das Familientreffen organisiert, seinen Nachnamen falsch, und so kommt es zu einem Treffen mit der Adams-Familie, deren Mitglied Dr. Phillip Adams plant, Gomez’ Vater zu vergiften und dessen Testament zu verändern.
Gomez hofft, dass Dr. Adams seine Großeltern heilen kann. Morticia verbringt ihre Zeit mit den Adams-Frauen. Fester und Thing tun ihr Bestes, um Butcher, einen mutierten Hundewelpen, zu fangen, der sich von menschlichem Haar ernährt. Pugsley verliebt sich in das Mädchen Gina.

## Synchronisation
Die deutsche Synchronfassung entstand bei der Interopa Film GmbH, Berlin. Jörg Hartung schrieb das Dialogbuch und Dietmar Wunder führte Regie.
| Figur               | Darsteller       | Deutscher Sprecher |
| ------------------- | ---------------- | ------------------ |
| Morticia Addams     | Daryl Hannah     | Susanna Bonasewicz |
| Gomez Addams        | Tim Curry        | Hans-Jürgen Wolf   |
| Wednesday Addams    | Nicole Fugere    | Tanya Kahana       |
| Pugsley Addams      | Jerry Messing    | Robert Stadlober   |
| Onkel Fester Addams | Patrick Thomas   | Detlef Bierstedt   |
| Großvater Addams    | Kevin McCarthy   | Gerhard Paul       |
| Großmutter Addams   | Estelle Harris   | Eva-Maria Werth    |
| Granny              | Alice Ghostley   | Barbara Ratthey    |
| Phillip Adams       | Ed Begley junior | Bodo Wolf          |
| Walter Adams        | Ray Walston      | Jochen Schröder    |
| Dolores Adams       | Diane Delano     | Regina Lemnitz     |
| Melinda Adams       | Heidi Lenhart    | Ghadah Al-Akel     |
| Katherine Adams     | Hilary Shepard   | Sabine Sebastian   |
| Geoff Adams         | Rodger Halston   | Bernd Vollbrecht   |
| Jenny Adams         | Lindsey Haun     | Jill Böttcher      |

## Kritik
Der film-dienst befand, der Film, dessen „ausgetauschte Darsteller den Verve der Kino-Vorlage vermissen lassen“, leide „unter einem Mangel an Gags“. TV Spielfilm urteilte, der „TV-Grusel-Klamauk“ sei „nur noch ein Abklatsch der makaberen Vorläufer“ und „nur halb so schrill wie die kultigen Kinohits“. Die Film-Website kino.de bemerkte, abgesehen von der veränderten Besetzung „bleibt der Film dem gewohnten Programm treu, ergeht sich in Aneinanderreihungen destruktiver Späße und setzt der schrillen Bande einige hübsch überzeichnete Yuppies als willkommene Opfer vor“.